# Neuchâtel (miasto)
Neuchâtel (niem. Neuenburg; frp. a Ntchati; wł. Neocastello, Nuovocastello) – miasto i gmina w zachodniej Szwajcarii, stolica kantonu Neuchâtel. Leży nad północno-zachodnim brzegiem jeziora Lac de Neuchâtel. 31 grudnia 2022 r. miasto zamieszkiwało 44 597 mieszkańców, głównie francuskojęzycznych. 31,4% mieszkańców miasta stanowią obcokrajowcy. 1 stycznia 2020 do miasta przyłączono gminy Corcelles-Cormondrèche, Peseux i Valangin.

## Położenie
Miasto rozłożone jest wąskim pasem między brzegiem jeziora a ograniczającym je pasmem Jury. Najstarsza, historyczna część miasta sięga na niewielki półwysep wychodzący w jezioro, od wschodu ograniczony zatoką portową. Nowsza zabudowa wspina się na pokryte częściowo winnicami stoki Jury. Przez miasto przebiegają autostrada A5 i linia kolejowa, łącząca je m.in. z Bernem, Biel/Bienne, Yverdon-les-Bains i La Chaux-de-Fonds.

## Historia
Nazwa miasta związana jest z okresem panowania na tych terenach drugiego Królestwa Burgundii, kiedy to został po raz pierwszy wzmiankowany (w 1011 r.) nowo wzniesiony tu zamek obronny (fr. Nouveau-châtel = nowy zamek). Z czasem miasto, drogą sukcesji, dostało się w posiadanie szlacheckiego rodu Orléans-Longueville. Według tradycji w 1657 r. Henri II d’Orléans-Longueville fetując swój wjazd do miasta kazał wlać do istniejącej do dziś przy Rue du Château fontanny Gryfona 6 tys. litrów miejscowego czerwonego wina. W 1707 r. miasto, ponownie w drodze sukcesji, stało się prywatną własnością króla Prus Fryderyka I. W latach 1806–1814 miastem wraz z okolicą jako księstwem władał z nadania Napoleona I jego marszałek Louis-Alexandre Berthier. W wyniku postanowień kongresu wiedeńskiego w 1815 r. tereny te weszły jako kanton Neuchâtel w skład Konfederacji Helweckiej.

## Gospodarka
W mieście działa również kilka firm zajmujących się zaawansowanymi technologiami (tzw. high-tech). Neuchâtel znane jest z wyrobów zegarmistrzowskich, a także z regionalnej odmiany potrawy fondue - fondue Neuchâteloise. W okolicy istnieje kilka winnic, w których są wyrabiane miejscowe wina.

## Nauka
W Neuchâtel znajduje się uniwersytet, w którym działa Szwajcarskie Centrum Elektroniki i Mikrotechniki (Centre Suisse d’Electronique et de Microtechnique – CSEM SA).

## Współpraca
Miejscowości partnerskie:
- Aarau, Argowia
- Besançon, Francja
- Sansepolcro, Włochy

## Transport
Przez teren miasta przebiegają autostrady A5 i A20 oraz drogi główne nr 5, nr 10, nr 170, nr 172 i nr 174. 
W mieście znajduje się stacja kolejowa Neuchâtel oraz działa podmiejska linia tramwajowa.
Działają również trzy funikulary (FUNI) na trasach: Neuchâtel Ecluse - Neuchâtel Plan, Neuchâtel-Université - Neuchâtel-gare oraz Neuchâtel, La Coudre - Chaumont.